# Client to Authenticator Protocol
Client to Authenticator Protocol (CTAP) ist ein Standard für ein Kommunikationsprotokoll, das die Interaktion eines Sicherheitsgeräts mit einem informationstechnischen Endgerät beschreibt und mit dem der Nutzer seine Zugriffsberechtigung für angemeldete Dienste mit erhöhter IT-Sicherheit nachweisen kann.
Diese Authentifikation kann für Dienstprogramme oder Anwendungsprogramme eingesetzt werden, funktioniert über den integrierten Web-Standard WebAuthn auch für Onlinedienste, Websites und Webanwendungen.
CTAP existiert in zwei Varianten. CTAP1 bezieht sich auf den älteren universellen zweiten Faktor U2F, und CTAP2 bezieht sich auf die Authentifikation mit dem FIDO2-Standard.